# Constantina Alcoceba Chicharro
Constantina Alcoceba Chicharro (Vildé, 11 de novembre de 1899 – Sòria, 1936) va ser una llevadora republicana, represaliada per la seva militància anarquista.

## Trajectòria
Nascuda a Vildé a finals del segle xix, quan el municipi encara no s'havia integrat al Burgo de Osma, era filla de Demetrio Alcoceba Arriba i Micaela Chicharro, dedicats tots dos a la pagesia. Tenia dos germans més petits, Teodoro i Rufina. El pare tenia inquietuds polítiques i va arribar a ser fiscal municipal del poble, veí amb dret a sufragi per a compromissaris a les eleccions de Senadors i president de la Mesa electoral de Vildé.
Constantina Alcoceba va estudiar interna al col·legi del Sagrat Cor del Burgo de Osma i el 1927 es va traslladar a Madrid on va cursar la carrera de llevadora i practicant a l'Hospital Provincial. Un cop aconseguit el títol, va obtenir una plaça a Burgo de Osma, encara que va exercir poc temps en aquella ciutat, ja que es va traslladar a Sòria on va obrir una consulta particular. El 1930 va ser reconeguda com a Sòcia d'Honor pel Col·legi de Practicants. El 6 de juny de 1931, quan la Junta Municipal va convocar la primera plaça de llevadora de la Beneficència Municipal de Sòria, va ser incorporada immediatament, amb un sou anual de 750 pessetes.
El 4 novembre 1931 es va casar amb Matías Fernández Orte, natural de Almajano, ebenista i militant de la Confederació Nacional del Treball. El matrimoni no va tenir fills.
Des de l'inici de la Segona República, va col·laborar amb l'Ateneu de Divulgació Social, centre cultural d'orientació llibertària. Allà va coincidir amb Arminio Guajardo Morandeira,metge de Almarza, conegut com el metge dels pobres, amb el qual va participar en tasques socials i humanitàries. Guajardo, després del Cop d'Estat del 1936, va ser perseguit i afusellat a Calatañazor.
Alcoceba també va col·laborar, amb el pseudònim Lluna, en el periòdic Treball de Sòria. Excel·lent oradora, durant la primavera i estiu de 1936, va participar en actes de propaganda anarcosindicalista en diverses poblacions de la província, entre les quals Casarejos i Cabrejas de la Pineda.
A primers d'agost de 1936, poc després de l'inici de la Guerra Civil, va ser detinguda a Sòria i reclosa a la presó, d'on no va sortir amb vida. Tot i que les fonts orals parlen d'afusellament el mateix dia, en el certificat de defunció consta com a morta per malaltia i donen la data del 18 de novembre. El seu marit també va estar empresonat al Burgo de Osma. Alcoceba va ser la única dona en el conjunt de les 53 persones assassinades de Sòria durant els primers mesos de guerra.
En la sessió extraordinària del 29 d'agost de 1936, l'Ajuntament de Sòria li va obrir un expedient de destitució juntament amb altres empleats municipals. En la sessió del 21 de setembre es va acordar per unanimitat la seva destitució i l'absoluta separació del servei com a llevadora de la Beneficència Municipal, declarant vacant el seu lloc de treball.
A partir de la promulgació de la Llei de Memòria Històrica, diverses Associacions han organitzat periòdicament actes per reivindicar la figura de les persones represaliades pel Franquisme a la Província de Sòria.